# Al Hirt
Al Hirt, właśc. Alois Maxwell Hirt (ur. 7 listopada 1922 w Nowym Orleanie, zm. 27 kwietnia 1999 tamże) – amerykański trębacz jazzowy i kierownik zespołu muzycznego.
Studiował w konserwatorium w Cincinnati. Występował jako pierwszy trębacz w zespołach Tommy Dorseya, Jimmy'ego Dorseya, Raya McKinleya. Z racji swojej postury (ważył 130 kg i miał 183 cm wzrostu) nosił przydomki: "The Monster" i "The King".
Najpopularniejsze nagrania: "Java", "Fancy Pants", "Just Because", "Personality", "Panama", "Jazz Mr. Blues", "Sugar Lips".

## Dyskografia
- 30 Greatest Trumpet Hits of All Time
- A Living Legend
- Al (He's The King) Hirt and His Band
- Al Hirt
- Al Hirt at the Mardi Gras
- Al Hirt Blows His Own Horn
- Al Hirt Plays Bert Kaempfert
- Beauty and the Beard (wspólnie z Ann-Margret)
- Cotton Candy
- Have a Merry Little Al Hirt
- Here in my Heart
- Honey in the Horn
- Horn A Plenty
- In Love With You
- Jumbo's Gumbo
- Live at Carnegie Hall
- Le Roi De La Trompette
- Louisiana Man
- Music to Watch Girls By
- Our Man in New Orleans
- 'Pops' Goes The Trumpet
- Soul in the Horn
- Struttin' Down Royal Street
- Sugar Lips
- Super Jazz
- Swingin' Dixie! At Dan's Pier 600
- That Honey Horn Sound
- The Best of Al Hirt
- The Best of Al Hirt Volume 2
- The Best of Dixieland Jazz
- The Greatest Horn in The World
- The Happy Trumpet
- The High-flying Trumpet of Al Hirt
- The Horn Meets The Hornet
- They're Playing Our Song
- This is Al Hirt
- Trumpet and Strings